# マリー・ピエルス
マリー・ピエルス（Mary Pierce, 1975年1月15日 - ）は、フランスの女子プロテニス選手。1995年の全豪オープンと2000年の全仏オープン女子シングルスで優勝し、4大大会2勝を挙げた実力者である。自己最高ランキングはシングルス3位、ダブルス3位。WTAツアーでシングルス18勝、ダブルス10勝を挙げた。右利き、バックハンド・ストロークは両手打ち。単純な英語読みによる「メアリー・ピアース」などの表記揺れも多いが、本記事では（彼女が国籍を持つ）フランス語読みに近い「マリー・ピエルス」の名前で記述する。

## 来歴
出身地はカナダのモントリオールだが、13歳の時にフランス国籍を取得した。テニスを始めたのは10歳の時で、他の選手に比べるとかなり遅かったが、父親のジムが娘に厳格なスパルタ教育を施した。1989年に14歳でプロ転向。1994年の全仏オープン準決勝にてシュテフィ・グラフをストレートで圧倒したが、決勝戦ではアランチャ・サンチェス・ビカリオに敗れて準優勝になる。翌年の1995年に、全豪オープン決勝でそのサンチェスに雪辱を果たし、20歳で4大大会初優勝を達成する。モデルの仕事をこなすほどの美貌や豊満な肢体もあり、才色兼備の女子選手として期待を集めたが、その後は故障による長期間のスランプに悩んだ。
1997年に全豪オープンで2年ぶり2度目の決勝進出を果たしたが、当時16歳3ヶ月のマルチナ・ヒンギスに 2-6, 2-6 で完敗し、女子テニス4大大会における史上最年少優勝記録を目撃する。この年は女子国別対抗戦・フェドカップでフランス・チームを初優勝に導いた。女子ツアー年間最終戦のWTAツアー選手権でも、ヤナ・ノボトナとの決勝まで進んでいる。
2000年の全仏オープンでは準決勝では当時世界ランク1位のヒンギスとの接戦を勝ち抜き6年ぶりの決勝進出を果たし、今度はコンチタ・マルティネスを 6-2, 7-5 で破って初優勝を決めた。フランス人の女子選手が地元の全仏オープンを制覇したのは、1967年のフランソワーズ・デュール以来33年ぶりの快挙であった。この大会ではマルチナ・ヒンギスとペアを組んだダブルスでも優勝し、単複2冠を獲得している。
この全仏優勝の後、ピエルスは再び大きな故障に悩み、1年近く戦線離脱を強いられた。それを乗り越え、2005年の全仏オープンで5年ぶり3度目の決勝進出を果たしたが、ジュスティーヌ・エナン＝アーデンに 1-6, 1-6 で完敗、同大会では2度目の準優勝となる。この年は全米オープンでも、30歳にして初の決勝進出を果たすが、キム・クライシュテルスに 3-6, 1-6 で敗れて準優勝に終わった。年末のWTAツアー選手権でも8年ぶり2度目の決勝進出で、同じフランスのアメリ・モレスモに 7-5, 6-7, 4-6 で敗れた。
ウィンブルドンでの自己最高成績は、1996年と2005年のベスト8である。1996年のウィンブルドン準々決勝では、センター・コートで日本の伊達公子に 6-3, 3-6, 1-6 の逆転で敗れている。2005年は9年ぶり2度目の準々決勝でビーナス・ウィリアムズに敗れた。2度目のベスト8に入った時は、混合ダブルスでインドのマヘシュ・ブパシと組んだ優勝がある。
ピエルスは2006年10月、オーストリア・リンツ大会の2回戦ベラ・ズボナレワとの試合を途中棄権したのが最後の公式戦出場になった。2007年全仏オープンで、ピエルスは女子シングルス決勝終了後の表彰式に登場し、大会3連覇を達成したジュスティーヌ・エナンに優勝カップを授与した。ピエルスは2008年北京オリンピックのフランス代表選手に選ばれたが怪我のため欠場した。
ピエルスは2019年に国際テニス殿堂入りを果たした。

## WTAツアー決勝進出結果

### シングルス: 41回 (18勝23敗)
| 大会グレード         |
| -------------------- |
| グランドスラム (2–4) |
| ツアー選手権 (0–2)   |
| ティア I (5–4)       |
| ティア II (5–11)     |
| ティア III (2–1)     |
| ティア IV & V (4–1)  |

| 結果   | No. | 決勝日         | 大会                 | サーフェス        | 対戦相手                         | スコア              |
| ------ | --- | -------------- | -------------------- | ----------------- | -------------------------------- | ------------------- |
| 優勝   | 1.  | 1991年7月14日  | パレルモ             | クレー            | サンドラ・チェッキーニ           | 6–0, 6–3            |
| 優勝   | 2.  | 1992年2月23日  | チェゼーナ           | カーペット (室内) | カトリーヌ・タンビエ             | 6–1, 6–1            |
| 優勝   | 3.  | 1992年7月12日  | パレルモ             | クレー            | ブレンダ・シュルツ               | 6–1, 6–7(3–7), 6–1  |
| 優勝   | 4.  | 1992年11月1日  | プエルトリコ         | ハード            | ジジ・フェルナンデス             | 6–1, 7–5            |
| 準優勝 | 1.  | 1993年7月11日  | パレルモ             | クレー            | ラトカ・バブコバ                 | 3–6, 2–6            |
| 優勝   | 5.  | 1993年10月17日 | フィルダーシュタット | ハード (室内)     | ナターシャ・ズベレワ             | 6–3, 6–3            |
| 準優勝 | 2.  | 1994年3月27日  | ヒューストン         | クレー            | ザビーネ・ハック                 | 5–7, 4–6            |
| 準優勝 | 3.  | 1994年6月5日   | 全仏オープン         | クレー            | アランチャ・サンチェス・ビカリオ | 4–6, 4–6            |
| 準優勝 | 4.  | 1994年10月2日  | ライプツィヒ         | カーペット (室内) | ヤナ・ノボトナ                   | 5–7, 1–6            |
| 準優勝 | 5.  | 1994年10月16日 | フィルダーシュタット | ハード (室内)     | アンケ・フーバー                 | 4–6, 2–6            |
| 準優勝 | 6.  | 1994年11月13日 | フィラデルフィア     | カーペット (室内) | アンケ・フーバー                 | 0–6, 7–6(7–4), 5–7  |
| 優勝   | 6.  | 1995年1月28日  | 全豪オープン         | ハード            | アランチャ・サンチェス・ビカリオ | 6–3, 6–2            |
| 準優勝 | 7.  | 1995年2月19日  | パリ                 | カーペット (室内) | シュテフィ・グラフ               | 2–6, 2–6            |
| 優勝   | 7.  | 1995年9月14日  | 東京                 | ハード            | アランチャ・サンチェス・ビカリオ | 6–3, 6–3            |
| 準優勝 | 8.  | 1995年10月8日  | チューリッヒ         | カーペット (室内) | イバ・マヨリ                     | 4–6, 4–6            |
| 準優勝 | 9.  | 1996年4月14日  | アメリアアイランド   | クレー            | イリナ・スピールリア             | 7–6(9–7), 4–6, 3–6  |
| 準優勝 | 10. | 1997年1月25日  | 全豪オープン         | ハード            | マルチナ・ヒンギス               | 2–6, 2–6            |
| 準優勝 | 11. | 1997年4月13日  | アメリアアイランド   | クレー            | リンゼイ・ダベンポート           | 2–6, 3–6            |
| 優勝   | 8.  | 1997年5月11日  | ローマ               | クレー            | コンチタ・マルティネス           | 6–4, 6–0            |
| 準優勝 | 12. | 1997年5月18日  | ベルリン             | クレー            | メアリー・ジョー・フェルナンデス | 4–6, 2–6            |
| 準優勝 | 12. | 1997年11月23日 | ニューヨーク         | カーペット (室内) | ヤナ・ノボトナ                   | 6–7(4), 2–6, 3–6    |
| 優勝   | 9.  | 1998年2月15日  | パリ                 | カーペット (室内) | ドミニク・ファン・ルースト       | 6–3, 7–5            |
| 優勝   | 10. | 1998年4月12日  | アメリアアイランド   | クレー            | コンチタ・マルティネス           | 6–7(8–10), 6–0, 6–2 |
| 準優勝 | 14. | 1998年8月9日   | サンディエゴ         | ハード            | リンゼイ・ダベンポート           | 3–6, 1–6            |
| 優勝   | 11. | 1998年10月25日 | モスクワ             | カーペット (室内) | モニカ・セレシュ                 | 7–6(7–2), 6–3       |
| 優勝   | 12. | 1998年10月13日 | ルクセンブルク       | カーペット (室内) | シルビア・ファリナ               | 6–0, 2–0 途中棄権   |
| 準優勝 | 15. | 1999年1月10日  | ゴールドコースト     | ハード            | パティ・シュナイダー             | 6–4, 6–7(5–7), 2–6  |
| 準優勝 | 16. | 1999年5月2日   | ハンブルク           | クレー            | ビーナス・ウィリアムズ           | 0–6, 3–6            |
| 準優勝 | 17. | 1999年5月9日   | ローマ               | クレー            | ビーナス・ウィリアムズ           | 4–6, 2–6            |
| 準優勝 | 18. | 1999年10月10日 | フィルダーシュタット | ハード (室内)     | マルチナ・ヒンギス               | 4–6, 1–6            |
| 優勝   | 13. | 1999年10月31日 | リンツ               | カーペット (室内) | サンドリーヌ・テスチュ           | 7–6(7–2), 6–1       |
| 優勝   | 14. | 2000年4月23日  | ヒルトン・ヘッド     | クレー            | アランチャ・サンチェス・ビカリオ | 6–1, 6–0            |
| 優勝   | 15. | 2000年6月10日  | 全仏オープン         | クレー            | コンチタ・マルティネス           | 6–2, 7–5            |
| 準優勝 | 19. | 2004年2月15日  | パリ                 | カーペット (室内) | キム・クライシュテルス           | 2–6, 1–6            |
| 優勝   | 16. | 2004年6月19日  | スヘルトーヘンボス   | 芝                | クララ・クーカロバ               | 7–6(8–6), 6–2       |
| 準優勝 | 20. | 2005年6月4日   | 全仏オープン         | クレー            | ジュスティーヌ・エナン＝アーデン | 1–6, 1–6            |
| 優勝   | 17. | 2005年8月7日   | サンディエゴ         | ハード            | 杉山愛                           | 6–0, 6–3            |
| 準優勝 | 21. | 2005年9月10日  | 全米オープン         | ハード            | キム・クライシュテルス           | 3–6, 1–6            |
| 優勝   | 18. | 2005年10月16日 | モスクワ             | カーペット (室内) | フランチェスカ・スキアボーネ     | 6–4, 6–3            |
| 準優勝 | 22. | 2005年11月13日 | ロサンゼルス         | ハード (室内)     | アメリ・モレスモ                 | 7–5, 6–7(3), 4–6    |
| 準優勝 | 23. | 2006年2月12日  | パリ                 | カーペット (室内) | アメリ・モレスモ                 | 1–6, 6–7(2)         |

### ダブルス: 16回 (10勝6敗)
| 結果   | No. | 決勝日         | 大会               | サーフェス        | パートナー               | 対戦相手                                            | スコア                  |
| ------ | --- | -------------- | ------------------ | ----------------- | ------------------------ | --------------------------------------------------- | ----------------------- |
| 準優勝 | 1.  | 1990年12月2日  | サンパウロ         | クレー            | Luanne Spadea            | ベッティーナ・フルコ Eva Švíglerová                 | 5–7, 4–6                |
| 優勝   | 1.  | 1991年7月14日  | パレルモ           | クレー            | ペトラ・ラングロバ       | ローラ・ガロン メルセデス・パス                     | 6–3, 6–7(5), 6–3        |
| 準優勝 | 2.  | 1992年11月15日 | フィラデルフィア   | カーペット (室内) | コンチタ・マルティネス   | ジジ・フェルナンデス ナターシャ・ズベレワ           | 1–6, 3–6                |
| 準優勝 | 3.  | 1994年2月20日  | パリ               | カーペット (室内) | アンドレア・テメシュバリ | サビーネ・アペルマンス ローレンス・クルトワ         | 4–6, 4–6                |
| 優勝   | 2.  | 1996年9月22日  | 東京               | ハード            | アマンダ・クッツァー     | 朴晟希 王思婷                                       | 6–1, 7–6(7–5)           |
| 優勝   | 3.  | 1997年5月4日   | ハンブルク         | クレー            | アンケ・フーバー         | ルクサンドラ・ドラゴミル イバ・マヨリ               | 2–6, 7–6(7–1), 6–2      |
| 優勝   | 4.  | 1998年4月12日  | アメリアアイランド | クレー            | サンドラ・カシック       | バルバラ・シェット パティ・シュナイダー             | 7–6(7–5), 4–6, 7–6(7–5) |
| 優勝   | 5.  | 1998年10月25日 | モスクワ           | カーペット (室内) | ナターシャ・ズベレワ     | リサ・レイモンド レネ・スタブス                     | 6–3, 6–4                |
| 優勝   | 6.  | 1999年8月22日  | トロント           | ハード            | ヤナ・ノボトナ           | ラリサ・ネーランド アランチャ・サンチェス・ビカリオ | 6–3, 2–6, 6–3           |
| 優勝   | 7.  | 1999年11月7日  | ライプツィヒ       | カーペット (室内) | ラリサ・ネーランド       | エレーナ・リホフツェワ 杉山愛                       | 6–4, 6–3                |
| 準優勝 | 4.  | 2000年1月15日  | シドニー           | ハード            | マルチナ・ヒンギス       | ジュリー・アラール＝デキュジス 杉山愛               | 0–6, 3–6                |
| 準優勝 | 5.  | 2000年1月30日  | 全豪オープン       | ハード            | マルチナ・ヒンギス       | リサ・レイモンド レネ・スタブス                     | 4-6, 7-5, 4-6           |
| 優勝   | 8.  | 2000年2月6日   | 東京               | カーペット (室内) | マルチナ・ヒンギス       | アレクサンドラ・フセ ナタリー・トージア             | 6–4, 6–1                |
| 優勝   | 9.  | 2000年6月11日  | 全仏オープン       | クレー            | マルチナ・ヒンギス       | ビルヒニア・ルアノ・パスクアル パオラ・スアレス     | 6–2, 6–4                |
| 準優勝 | 6.  | 2003年6月21日  | スヘルトーヘンボス | 芝                | ナディア・ペトロワ       | エレーナ・デメンチェワ リナ・クラスノルツカヤ       | 6–2, 3–6, 4–6           |
| 優勝   | 10. | 2003年8月10日  | ロサンゼルス       | ハード            | レネ・スタブス           | エレーナ・ボビナ エルス・カレンズ                   | 6–3, 6–3                |

## 4大大会優勝
- 全豪オープン 女子シングルス：1勝（1995年） ［準優勝1度：1997年］
- 全仏オープン 女子シングルス・女子ダブルス：1勝（2000年） ［女子シングルス準優勝2度：1994年・2005年］
- ウィンブルドン 混合ダブルス：1勝（2005年）

（全米オープン 女子シングルス準優勝1度：2005年）
| 年     | 大会         | 対戦相手                         | 試合結果 |
| ------ | ------------ | -------------------------------- | -------- |
| 1995年 | 全豪オープン | アランチャ・サンチェス・ビカリオ | 6-3, 6-2 |
| 2000年 | 全仏オープン | コンチタ・マルティネス           | 6-2, 7-5 |

## 4大大会シングルス成績
略語の説明
| W | F | SF | QF | #R | RR | Q# | LQ | A | Z# | PO | G | S | B | NMS | P | NH |

W=優勝, F=準優勝, SF=ベスト4, QF=ベスト8, #R=#回戦敗退, RR=ラウンドロビン敗退, Q#=予選#回戦敗退, LQ=予選敗退, A=大会不参加, Z#=デビスカップ/BJKカップ地域ゾーン, PO=デビスカップ/BJKカッププレーオフ, G=オリンピック金メダル, S=オリンピック銀メダル, B=オリンピック銅メダル, NMS=マスターズシリーズから降格, P=開催延期, NH=開催なし.
| 大会           | 1990 | 1991 | 1992 | 1993 | 1994 | 1995 | 1996 | 1997 | 1998 | 1999 | 2000 | 2001 | 2002 | 2003 | 2004 | 2005 | 2006 | 通算成績 |
| -------------- | ---- | ---- | ---- | ---- | ---- | ---- | ---- | ---- | ---- | ---- | ---- | ---- | ---- | ---- | ---- | ---- | ---- | -------- |
| 全豪オープン   | A    | A    | A    | QF   | 4R   | W    | 2R   | F    | QF   | QF   | 4R   | 3R   | 1R   | 2R   | A    | 1R   | 2R   | 36–12    |
| 全仏オープン   | 2R   | 3R   | 4R   | 4R   | F    | 4R   | 3R   | 4R   | 2R   | 2R   | W    | A    | QF   | 1R   | 3R   | F    | A    | 44–14    |
| ウィンブルドン | A    | A    | A    | A    | A    | 2R   | QF   | 4R   | 1R   | 4R   | 2R   | A    | 3R   | 4R   | 1R   | QF   | A    | 21–10    |
| 全米オープン   | LQ   | 3R   | 4R   | 4R   | QF   | 3R   | A    | 4R   | 4R   | QF   | 4R   | A    | 1R   | 4R   | 4R   | F    | 3R   | 41–14    |